# Trouy
Trouy là một xã thuộc tỉnh Cher trong vùng Centre-Val de Loire miền trung Pháp.

## Dân số
| 1962                                | 1968 | 1975 | 1982 | 1990 | 1999 | 2006 |
| ----------------------------------- | ---- | ---- | ---- | ---- | ---- | ---- |
| 697                                 | 785  | 2132 | 2845 | 2877 | 2980 | 3797 |
| Từ năm 1962 Dân số không tính trùng |      |      |      |      |      |      |

## Places of interest

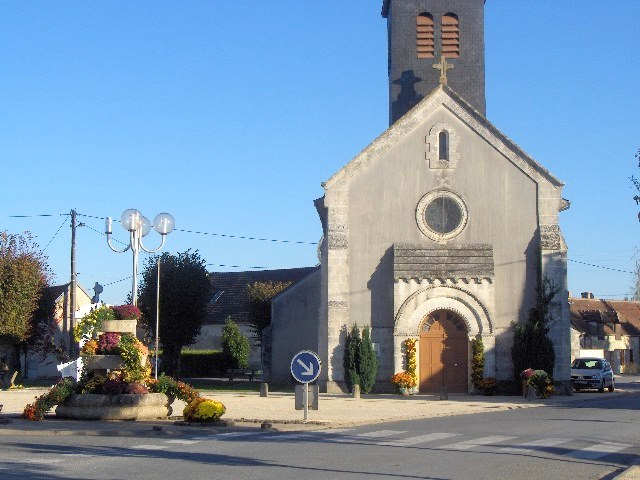
The church

- The church of St.Pierre, dating from the twelfth century.

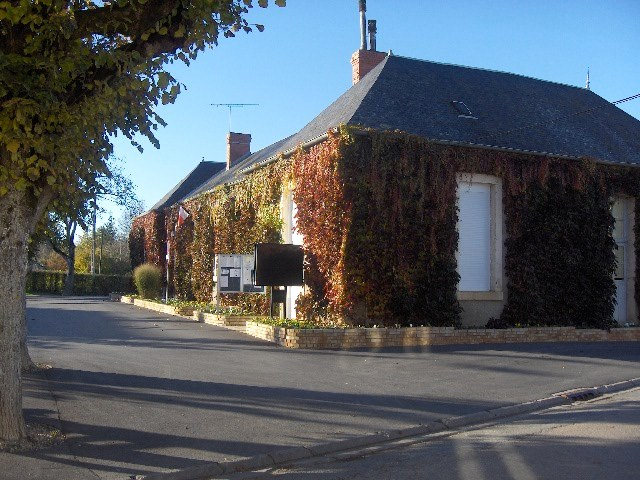
The mairie
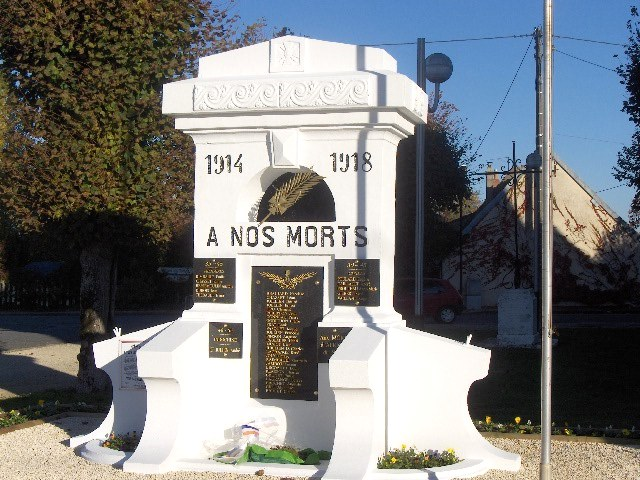
The war memorial
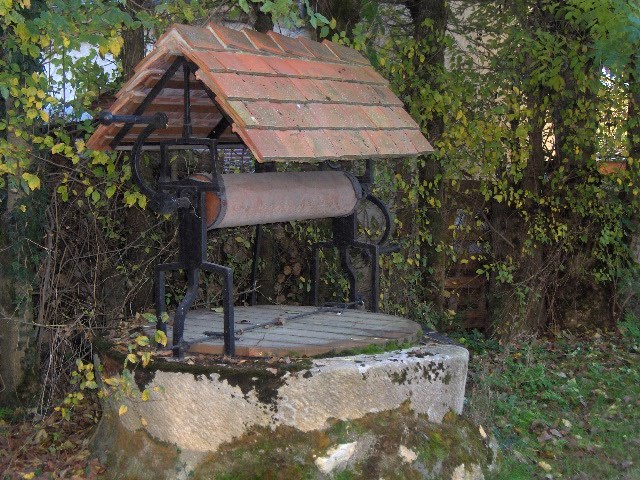
The well, on the rue du Mai
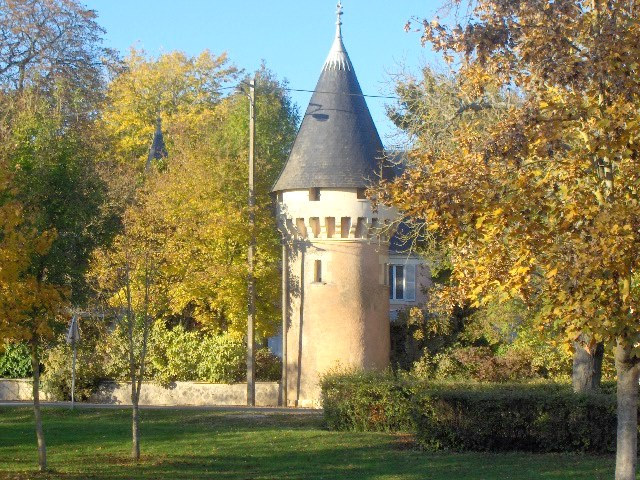
The château